# Gustaf Andersson (Eisschnellläufer)
Fritz Gustaf Adolf Andersson (* 6. April 1903 in Stockholm; † 15. September 1986 ebenda) war ein schwedischer Eisschnellläufer.

## Werdegang
Andersson, der für den Södermalms IK startete, wurde im Jahr 1921 schwedischer Juniorenmeister im Mehrkampf und belegte im folgenden Jahr bei der Mehrkampf-Weltmeisterschaft 1922 in Oslo den 16. Platz, sowie bei der schwedischen Meisterschaft den zweiten Rang. Im Winter 1922/23 lief er bei der Mehrkampf-Weltmeisterschaft 1923 in Stockholm auf den 16. Platz und bei der schwedischen Meisterschaft auf den dritten Rang und im Winter 1923/24 bei der schwedischen Meisterschaft auf den zweiten Platz. In der Saison 1925/26 wurde er schwedischer Meister im Mehrkampf und errang bei der Mehrkampf-Weltmeisterschaft 1926 in Trondheim den 12. Platz. In der folgenden Saison verteidigte er den schwedischen Meistertitel und belegte bei der Mehrkampf-Europameisterschaft 1927 in Stockholm den 14. Platz. Auch in der Saison 1927/28 wurde er schwedischer Meister im Mehrkampf. Zudem lief er bei den Olympischen Winterspielen 1928 in St. Moritz auf den 23. Platz über 500 m, sowie jeweils auf den neunten Rang über 1500 m und 5000 m. Bei der Mehrkampf-Weltmeisterschaft 1928 in Davos und bei der Mehrkampf-Europameisterschaft 1928 in Oslo errang er jeweils den 11. Platz. 
Im Jahr 1929 siegte Andersson bei den schwedischen Meisterschaften zum vierten Mal in Folge im Mehrkampf und belegte bei der Mehrkampf-Weltmeisterschaft in Oslo den sechsten Platz. In der Saison 1929/30 errang er bei der Mehrkampf-Weltmeisterschaft 1930 in Oslo und bei der Mehrkampf-Europameisterschaft 1930 in Trondheim jeweils den zehnten Platz und in der Saison 1930/31 den 17. Platz bei der Mehrkampf-Europameisterschaft 1931 in Stockholm den 17. Platz, sowie den zweiten Platz bei der schwedischen Meisterschaft. In den folgenden Jahren wurde er bei der schwedischen Meisterschaft 1932, 1933 und 1935 jeweils Zweiter und 1934 Erster.

## Persönliche Bestleistungen
| Disziplin | Zeit        | Datum          | Ort       |
| --------- | ----------- | -------------- | --------- |
| 500 m     | 46,0 s      | 1928           |           |
| 1000 m    | 1:38,5 min  | 6. Januar 1928 | Stockholm |
| 1500 m    | 2:24,4 min  | 1928           |           |
| 5000 m    | 8:46,6 min  | 1928           |           |
| 10000 m   | 18:07,4 min | 1928           |           |